# Kungörelse
Kungörelse (även proklamation eller deklaration) kallas i offentligt svenskt språkbruk det massmedium, ett offentligt meddelande av påbud, föreskrifter eller underrättelser, som ska ses som rättsligt bindande, eller är av en sådan vikt att deras allmänna spridning anses önskvärd.

## Historia
Offentliga svenska kungörelser utgick förr från kungen, från de centrala ämbetsverken, länsstyrelser, kommunernas styrelser, tjänstemän och enskilda personer. Kungörelse krävdes ofta som villkor för att ett ärende skulle få laga kraft. Kungens, hovrätternas och de centrala ämbetsverkens kungörelser trycktes i "Svensk författningssamling", länsstyrelsernas i de s.k. länskungörelserna. och de meddelanden som det lagligen ålåg offentliga myndigheter eller enskilda personer att publicera i "Post- och Inrikes tidningar". Denna typ av kungörelser (med vissa undantag, bl.a. alla kungörelser utfärdade av icke myndighet) kallas i och med nya regeringsformen istället förordning.
Historiskt lästes myndigheternas kungörelser upp från predikstolarna, och även enskilda personer hade rätt att få sina meddelanden upplästa på samma sätt, såvida inte prästen eller kronofogden fann hinder mot detta på grund av kungörelsens innehåll. Till följd av detta blev ordet kungörelse i dagligt tal liktydigt med de från predikstolarna upplästa publikationerna. Som juridisk term användes kungörelse om vissa kungliga påbud ("kungl. kungörelse"), men varken genom lag eller praxis var det helt klart vilka sådana som skulle ha denna benämning. 
Karl XII förordnade att kungörelserna skulle anslås på kyrkdörren i stället för att uppläsas från predikstolen, men det senare publikationssättet återinfördes 1719 och 1720. Genom lag 1 juni 1894 inskränktes uppläsandet från predikstolarna till de fall då det var lagstadgat, eller särskilt föreskrevs av kungen eller länsstyrelsen, eller om kyrkostämman medgivit en sådan uppläsning.

## Exempel

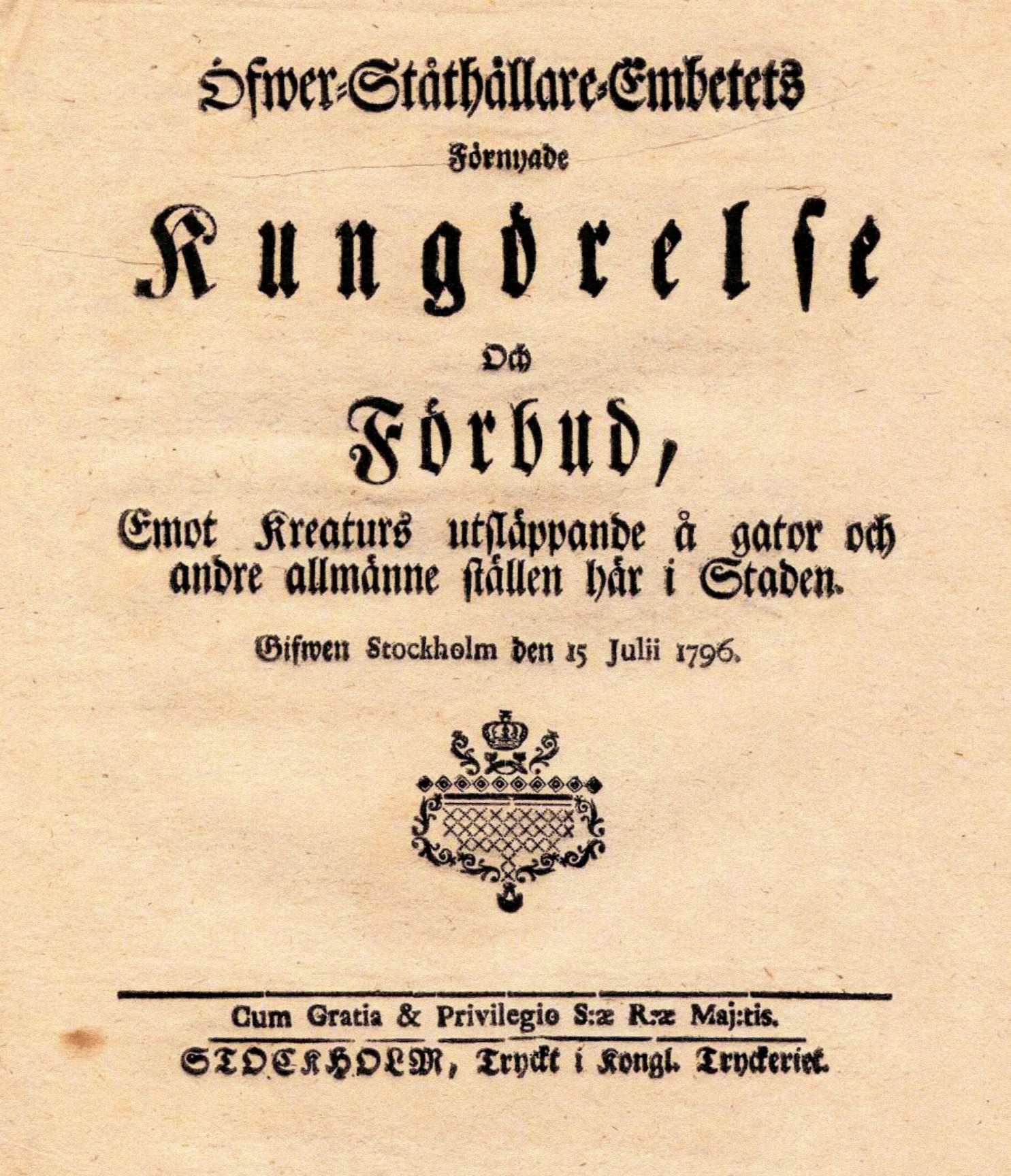
Kungörelse om "Förbud emot kreaturs utsläppande å gator och andre allmänne ställen här i Staden", 15 juli 1796.
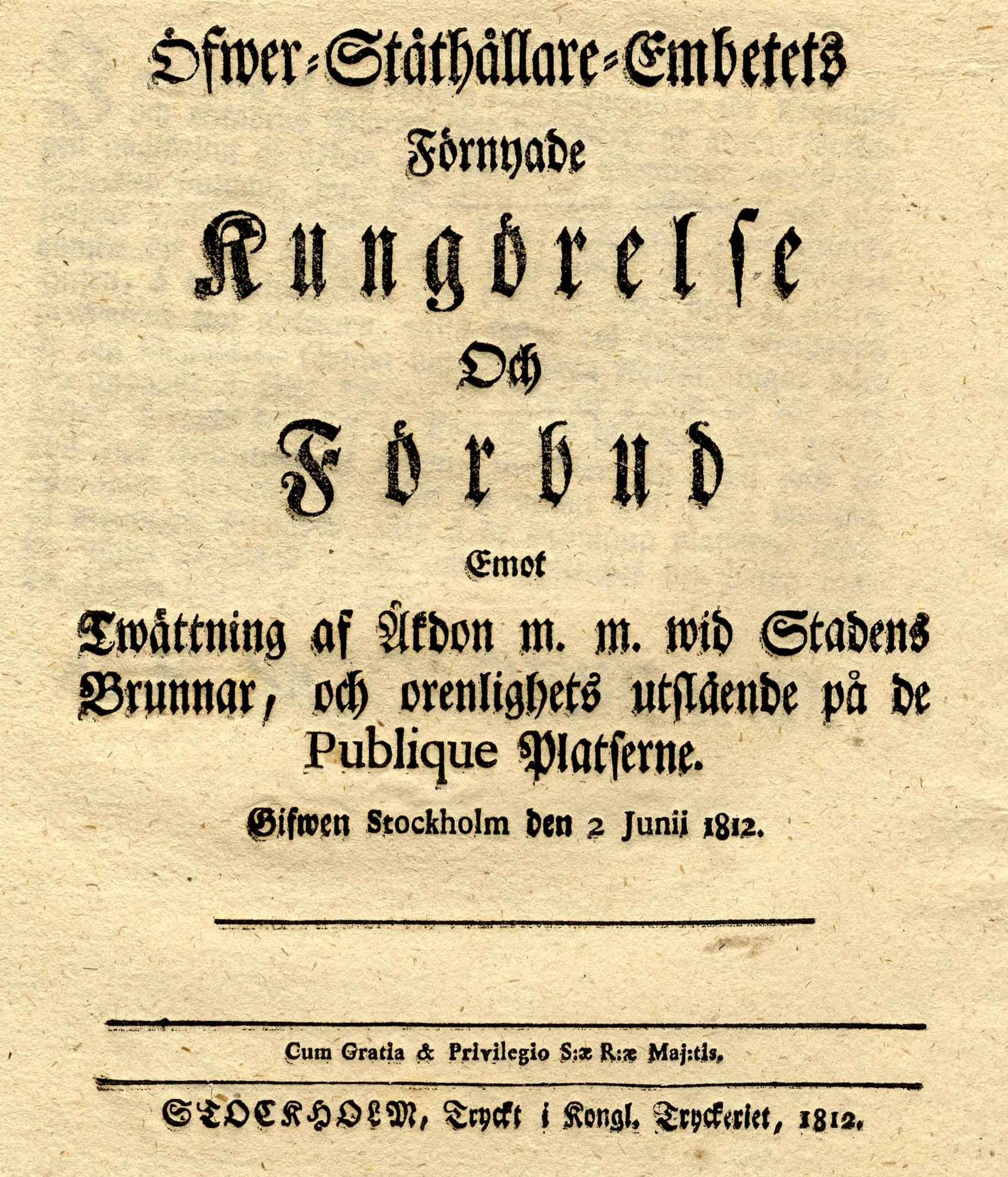
Kungörelse om "Förbud Emot Twättning af Åkdon m.m. wid Stadens Brunnar...", 1812.
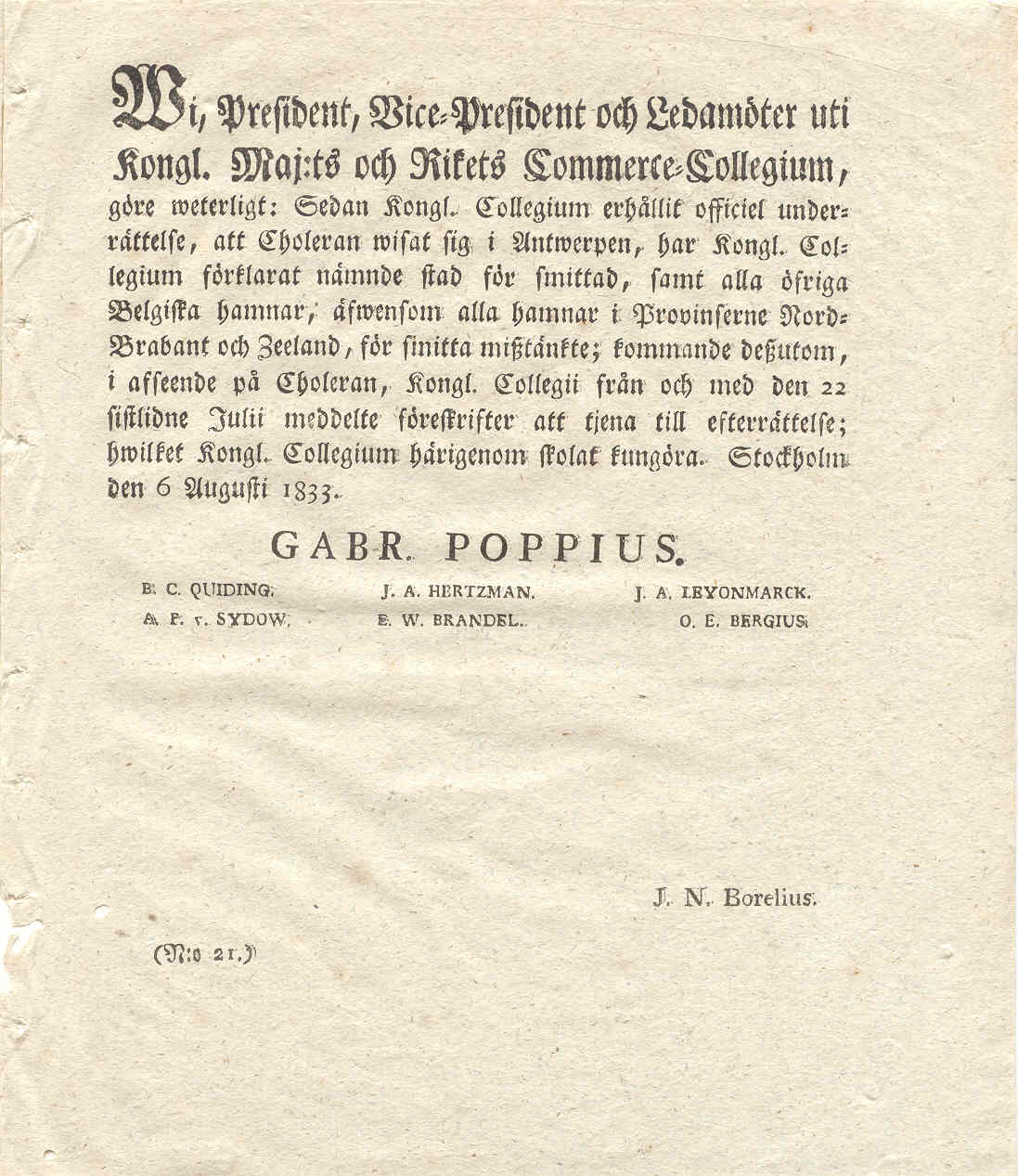
Kungörelse om kolerans utbrott år 1833.
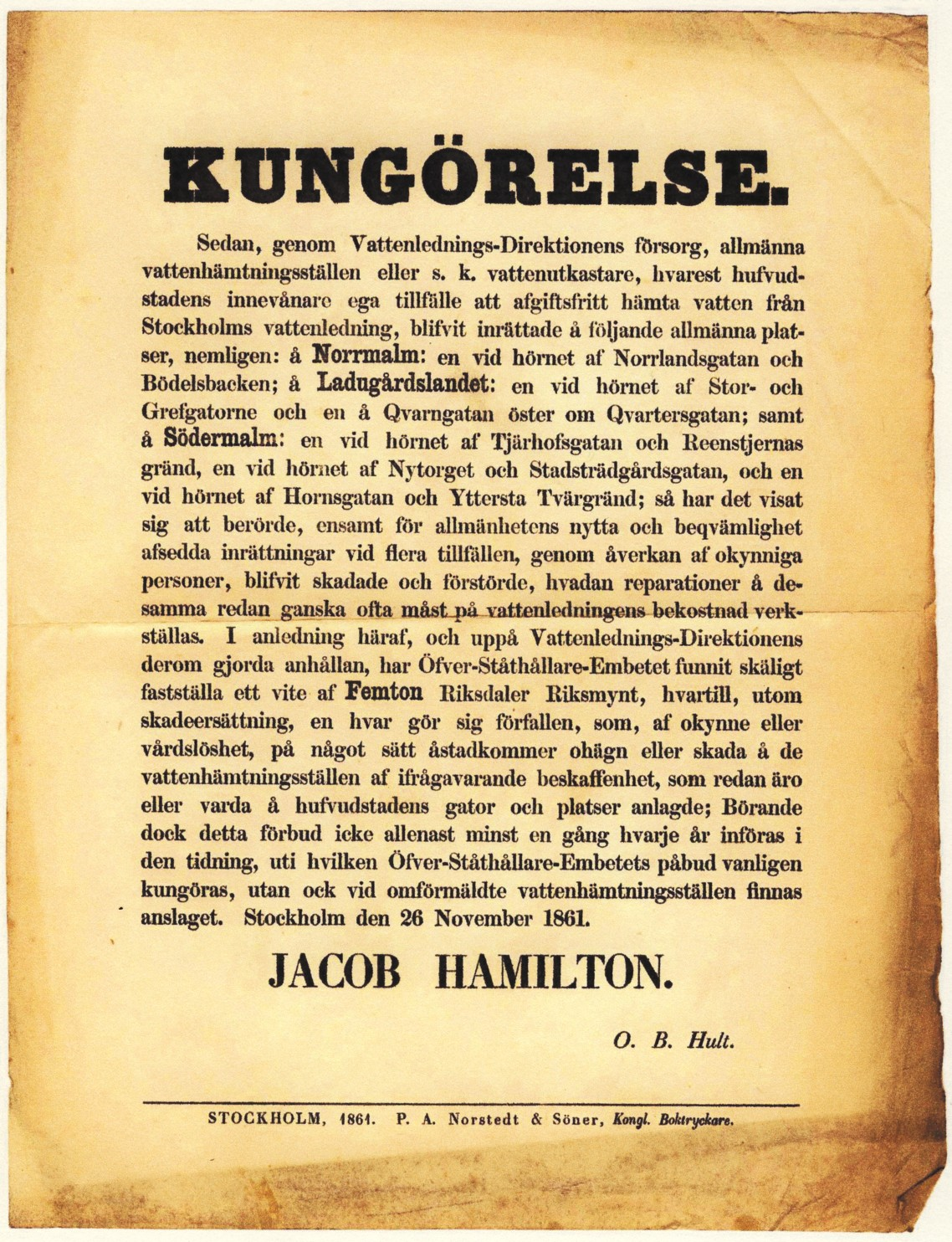
Kungörelse om skadegörelse på vattenledningar i Stockholm år 1861.